# Ricardo de Titto
Ricardo de Titto (Ciudad de Buenos Aires, Argentina, 16 de junio de 1955) es un historiador y editor argentino. 

## Biografía
Egresado de la Escuela Normal N.º 2 Mariano Acosta, cursó el profesorado de enseñanza primaria en la escuela Normal N° 10 “Juan B. Alberdi”; se especializó como Técnico en Conducción Educativa en el Instituto Inés Moreno y es graduado en Tecnicatura en Conducción Educativa en el Instituto Superior del Colegio La Salle de Buenos Aires (1995). 
Cursó estudios de licenciatura de historia en la Universidad de Buenos Aires, de maestría en la Universidad Torcuato Di Tella y de profesorado en el Colegio Normal Superior Nro. 10 Juan B. Alberdi.  Parte importante de su formación intelectual la forjó en la militancia política y social en la izquierda socialista. 
Se desempeñó como docente, se especializó en Conducción y Administración Educativa y en enfoques didácticos para la enseñanza de las Matemáticas y las Ciencias Sociales  y ocupó cargos directivos en varias instituciones educativas. Tras ejercen en diversas escuelas como maestro de grado, fue director interino de la escuela Mundo School, vicedirector de inicial y primaria del Colegio Guido Spano y director de inicial y primaria de la escuela Sara Chamberlain.  
Participó de la redacción de los proyectos pedagógicos, curriculares e institucionales y fue asesor pedagógico de varias instituciones, entre otros, de los colegios Pestalozzi, Belgrano Day School y Baldomero Fernández Moreno, de Buenos Aires. Elaboró textos de Ciencias Sociales y de didáctica de las Matemáticas para el tercer ciclo de educación primaria o EGB para Mundo School y otras instituciones. Ha dictado cursos de especialización en ciencias sociales y escrito numerosos trabajos para revistas especializadas del país y el exterior.
Es miembro del equipo de redacción de manuales de Ciencias Sociales de Segundo Ciclo de Editorial Estrada; editor de Fortalecimiento Pedagógico del Programa Integral para la Igualdad Educativa (POPPIE) del Ministerio de Educación de la Nación, redactor del programa de estudio y los textos de Introducción a las Ciencias Psicosociales de la Universidad Maimónides, es también coautor de Historia de la enfermería, Formación y perspectivas. 
En el nivel universitario, desde 2003 elaboró el programa y los textos de estudio y dictó “Introducción a las Ciencias Psicosociales” en la Universidad Maimónides en la que, en el presente, dicta, en el Primer Ciclo, “Historia del pensamiento” y en el segundo ciclo “Metodología de acceso al conocimiento”. 
Desde principios de la década de 1990 se especializó como coordinador de proyectos editoriales y editor de textos de historia, economía, sociología y política orientado hacia investigaciones sobre Argentina y América realizando trabajos para diversas editoriales. En particular, entre 2002 y 2015 fue editor externo sénior de la editorial El Ateneo. 
Como ponente o moderador participó en diversas oportunidades de presentaciones de libros y homenajes en la Feria del Libro de Buenos Aires
Dictó cursos de historia política latinoamericana en ámbitos gremiales y estudiantiles del Colegio de Ciencias y Humanidades de la UNAM de Naucalpan, en la Universidad de Sonora (USON), en Hermosillo, ambas de México, y en la agrupaciones de profesores de la Universidad de Panamá.
Es miembro fundador y actual Coordinador de la Comisión de Difusión y Publicidad de la Asociación Argentina de Investigadores en Historia (AsAIH), miembro pleno como delegación argentina del CISH (Comité Internationale des Sciences Historiques / International Commitee of Historical Sciences). Desde 2018 se desempeña como investigador y asesor de dirección del Archivo General de la Nación y participa en la Comité de Redacción de la revista digital Legado, la revista del AGN de la República Argentina.
Publicó numerosos trabajos en diarios, revistas y ediciones especializadas, realizó columnas para programas radiales y televisivos y dictó conferencias y cursos en distintas ciudades del país y el exterior. Desde 2009 es colaborador habitual del diario Clarín y desde agosto de 2014 tiene una columna quincenal de una página en el suplemento dominical del diario La Nueva (Bahía Blanca). Durante unos años colaboró también en el suplemento literario de La Gaceta (Tucumán) También ha mantenido con regularidad colaboraciones en las revistas Todo es Historia y Maestra, de la Mutual docente de la provincia de Santa Fe y en publicaciones del Colegio de Abogados de Buenos Aires. En julio de 2017 publicó “Calfucurá y Sayhueque, los emperadores del desierto”, en la revista digital Legado  n.º 5, del Archivo General de la Nación (AGN) de la República Argentina y en diciembre de 2018, “El primer feminismo rioplatense. Un emergente social” en Legado n°13. Es actual integrante del Comité de Redacción de Legado.
Publicó también varias colaboraciones en el Diario del Bicentenario, de la Presidencia de la Nación y en el volumen dedicado a J. M. de Rosas editado por el diario Clarín (Grandes Biografías de los 200 años), con motivo del Bicentenario de la Revolución de Mayo.
En 2018 por encargo del Centro de Genealogía y Heráldica de San Juan ejerció el referato para la publicación n° 10 “Descendencia del Cap. de Infantería Cívica D. José Clemente Sarmiento,  por su hijo D. (Domingo) Faustino Valentín”, de Mabel Benavídez de Albar Díaz, editada en adhesión al “Bicentenario del Cruce Sanmartiniano de los Andes”.
Fue asesor histórico de la película “Verdades verdaderas” sobre la vida de Estela de Carlotto, dirigida por Nicolás Gil Lavedra y protagonizada por Susú Pecoraro (Buenos Aires, 2011).
Es columnista del programa radial “Nadie me dijo nada”, que conducen Rubén Gasco y Daniel Lambré y que se emite los domingos de 9 a 11 por AM 990.
Entre los múltiples cursos, y conferencias dictados en el país y el exterior y la participación en múltiples seminarios, eventos y homenajes como expositor o moderador, del último período merece destacarse en especial que
En septiembre de 2011, con motivo de un ciclo conmemorativo del bicentenario del nacimiento de Domingo F. Sarmiento dictó en la Biblioteca Franklin de la ciudad de San Juan la conferencia “Sarmiento, su proyecto de país”. 
En agosto de 2012, en el Museo Histórico Nacional, fue ponente en las jornadas organizadas por la Asociación Argentina de Investigadores en Historia (AsAIH): “El papel de la historia en el debate público” en el panel “Historia y mercado editorial” con la participación de Jorge Gelman, Felicitas Luna y Patricia Piccolini.
En octubre de 2017 dictó el curso de perfeccionamiento: “Historia argentina. Perspectiva para una nueva periodización” –expositivo y audiovisual– realizado en la Biblioteca Franklin de la ciudad de San Juan y que contó con el aval del ministerio de Educación de la provincia, de la Facultad de Filosofía, Humanidades y Artes de la Universidad Nacional de San Juan y del Instituto de Investigaciones en  Historia Regional y Argentina “Prof. Héctor D. Arias”;
Por invitación de la Asociación Sarmientina, el 15 de febrero de 2018 fue el orador principal del acto de conmemoración del natalicio de Domingo F. Sarmiento, ante la presencia del Ministro de Educación de la Nación, el ministro de Cultura de la Nación y autoridades del gobierno de la Ciudad de Buenos Aires, al pie del monumento a Sarmiento ubicado en el Parque 3 de febrero de Palermo, Buenos Aires. El 11 de septiembre de ese mismo año, en el marco del ciclo de conferencias  “Pensar la historia” del Archivo General de la Nación  expuso sobre “Sarmiento, democracia y corrupción”. En octubre de 2018 y con motivo de cumplirse los 150 años de la asunción de Sarmiento a la presidencia de la nación, por invitación del gobierno de la provincia de San Juan, dictó la conferencia  “Sarmiento; Un genio innovador, emprendedor de proyectos y generador de ideas que cambiaron la historia argentina”, para docentes y alumnos de nivel medio de la provincia en el Teatro Sarmiento. Y en la Biblioteca Franklin, el 11 de octubre disertó sobre “La república de la virtud”.
Como editor trabajó con un amplio arco de especialistas en historia, sociología, política y economía. Sus numerosas colaboraciones y trabajos de edición se presentaron en muy diversas editoriales, como El Ateneo, Planeta-Emecé, Aguilar-Santillana, Siglo XXI, De la Flor, Grijalbo-Mondadori y Macmillan-Estrada. Fue colaborador principal de Félix Luna en la colección “Grandes protagonistas de nuestra historia” de setenta títulos (Planeta, 1997-1999); editor de las nuevas versiones de Historia de los argentinos y La historia política, de C. Floria y C. García Belsunce, de Revolución, El cielo por asalto y Las caras de la historia, de V. Massot; responsable de la última reedición de Historia de San Martín y la emancipación sudamericana, de Bartolomé Mitre (El Ateneo, 2010) y de Historia de Belgrano y de la independencia argentina (El Ateneo, 2015). Desde el año 2000 ha editado libros, entre muchos otros autores, de Torcuato Di Tella, Félix Luna, Noé Jitrik, Hilda Sabato, Marcela Ternavasio, Luciano De Privitellio y Ana Virginia Persello, Fabián Bosoer, Juan Llach y Martín Lagos, Andrew Graham-Yoll, Patricia Bullrich, Elisa Carrió, Alberto Kohan, Cristina Fernández de Kirchner, Fernando Sabsay, Marcelo Lascano, Patricia Verdugo (Chile) Pablo Sirvén, Daniel Muchnik, Ezequiel Fernández Moores, Marcelo Bonelli, Pedro Orgambide, Santiago Dodero, Adrián Murano, Mario Markic. Eugenio Burzaco, Diego Gorgal y Germán Garavano, 
Se ha especializado además en la realización de índices onomásticos y temáticos, teniendo bajo su responsabilidad obras de Tulio Halperin Donghi, Luis Alberto Romero, José Luis Busaniche, Francisco Doratioto, Mauricio Meglioli, Noé Jitrik, Hugo Gambini, Sergio Pujol y Judith Gociol y Diego Rosemberg, entre muchos otros. Con obras de Hilda Sabato (La política en las calles) y de Horacio Verbitsky y J. P. Bohoslavsky (Cuentas pendientes) elaboró los respectivos índices para su edición en universidades y ediciones de habla inglesa: The Many and the Few, Stanford University, 2002 y The economic accomplices to the Argentina dictatorship: outstanding debts, Cambridge University, 2015.
A la fecha tiene publicados trece libros de su autoría y siete escritos en colaboración con otros autores; como compilador y autor de selecciones dirigió y coordinó dos colecciones de documentos orales y escritos: en la serie “El pensamiento político de…” en “Claves del Bicentenario” (14 volúmenes) y “Mensajes a la República” (discursos en asambleas legislativas de presidentes constitucionales, 15 volúmenes) y ha sido prologuista de muchos autores (ver más abajo) y sus libros, por su parte, han sido prologados, entre otros, por Félix Luna, María Rosa Lojo, María Sáenz Quesada y Eduardo.Zimmermann.

## Libros publicados

### Ensayos
- Historia de la enfermería. Formación y perspectivas (Coautor con M. T. Ricci y Raúl de Titto, Universidad Maimónides-El Ateneo, 2004)
- La joya más preciada. Una historia general de la Argentina (El Ateneo, 2008);
- Breve historia de la política argentina (El Ateneo, 2009);
- Las dos independencias argentinas. Sus protagonistas, se centra en el período 1813-1818 deteniéndose en abordar la complejidad del período de declaración de la(s) independencia(s), en Tucumán y, un año antes, en los sucesos del Congreso de Oriente, celebrado en Arroyo de la China (Concepción del Uruguay) bajo la conducción de José Artigas. (El Ateneo, 2015).
- Una y otra vez Sarmiento (en colaboración con Mauricio Meglioli, Prometeo, 2016)
- 9 de julio de 1816. Un hecho, muchos procesos y miles de protagonistas” en Independencia e integración nacional (1816-2016, Fundación Banco Ciudad-AZ Editora, 2017);
- Historia de la enfermería y la Salud Pública. Formación y perspectivas (Coautor con M. T. Ricci, El Uapití- U. Maimónides, 2018)

### Crónica histórica
- Los hechos que cambiaron la historia en el siglo XX (obra en dos tomos con prólogo de Félix Luna, El Ateneo, 2004-2006);
- Los hechos que cambiaron la historia en el siglo XIX; (El Ateneo, 2006)

### Trabajos documentales
- Cartas que hicieron la historia (en colaboración con M. Deleis y D. Arguindeguy, Aguilar, 2001);
- Voces en las calles. Los volantes políticos en la historia argentina (Aguilar, 2006)
- Cartas póstumas (Norma, 2009)
- Mensajes a la República (15 volúmenes de mensajes presidenciales argentinos, Corp. América, 2011);

### Estudios y ensayos biográficos
- El libro de los presidentes argentinos del siglo XX (Coautor con Arguindeguy, D. y Deleis, M., Aguilar, 2000)
- Mujeres de la política argentina (Coautor con Arguindegui, D. y Deleis, M., Aguilar, 2001)
- Pioneros de la industria argentina (Coautor con Azzi, M. S., El Ateneo, 2008);
- Hombres de Mayo (Norma, 2010);
- Yo, Sarmiento (El Ateneo, 2011);
- Giuseppe Garibaldi, corsario de la libertad – corsaro della libertá, sus campañas en el Río de la Plata 1837-1847 (ed. bilingüe castellano-italiano, McMillan, 2011);
- Juan Carlos Coral, el último socialista. (Prometeo, 2018);
- "En defensa de los niños obreros y las trabajadoras. La vida de Carolina Muzzilli”, en Cartografía de la lengua. Córdoba, de Bibiana Fulchieri, VIII Congreso Internacional de la Lengua Española (CILE), Córdoba, marzo de 2019;

### Trabajos de edición
Director de la colección “Claves del Bicentenario” (El Ateneo 2009-2010), editó los siete volúmenes de “Breves historias de la Argentina”, a saber: 
- Breve historia de la sociedad argentina (Félix Luna);
- Breve historia de la economía argentina (Daniel Muchnik);
- Panorama histórico de la literatura argentina (Noé Jitrik);
- Breve historia del deporte argentino (Ezequiel Fernández Moores);
- Breve historia del espectáculo en la Argentina (Pablo Sirvén);
- Breve historia del sindicalismo argentino (Santiago Senén González-Fabián Bosoer);
- Breve historia de la política argentina (Ricardo de Titto);
- Compilador-seleccionador de los textos de la serie “El pensamiento político de…”, de 14 tomos, y coordinador de los prólogos de prestigiosos historiadores, politólogos y sociólogos (Noemí Goldman, Torcuato Di Tella, Félix Luna, Ezequiel Gallo, Marcela Ternavasio, Carlos Floria, Hilda Sabato, Roy Hora, Jorge Myers, Klaus Gallo, María Rosa Lojo, Germán López y Luciano de Privitellio).

### Otras actividades literarias
Responsable de los textos de la edición en español, corregida y aumentada de:
- Grandes pestes de la historia, de Frederick Cartwright y Michael Biddiss (Disease and History, Sutton Publishing Ltd., United Kingdom).

- Un tour lleno de magia y misterios”, prólogo a Misteriosa Argentina. Diario de viaje, de Mario Markic (El Ateneo, 2013).
- Tocar el cielo con las manos”, en recuerdo de Jorge Newbery, en De fútbol, barrio y otros amores, de Marcial Sarrías y Juan Rey (Ed. autor, Parque Patricios, Buenos Aires, 2014).

### Artículos periodísticos
En Clarín: 
- “Las dos independencias que celebramos” (8/7/14);
- “La Argentina democrática sigue pendiente” (20/12/13);
- “La estatua de Roca, junto a la mujer india” (17/11/12);
- “Aquel procurador colonial” (25/05/12);
- “Entre votos unitarios y votos federales” (26/08/11);
- “La historia es más rica en sus claroscuros” (08/06/11);
- “Para Sarmiento, campo y progreso iban juntos” (17/02/11);
- “Día de la Soberanía. Una fecha que lleva a la controversia” (20/11/10);
- “El poder, después de Kirchner” (29/10/10);
- “Aún no terminamos de entender lo que fue la Revolución de Mayo”, reportaje de F. Bosoer (30/05/10);

En La Gaceta (Tucumán), Supl. Literario:
- “Sarmiento, Mitre, Roca” (25/09/2011);
- “Un sanjuanino en Tucumán” (13/2/2011);
- “La revolución que devoró a sus hombres” (23/05/2010);
- “El siglo XXI exige definir un proyecto de país” (9/11/2008);

En La Nueva Provincia (Bahía Blanca): 
- “Nuestro primer ‘9 de julio’: el Congreso de Oriente” (10-07-2011);
- “El hombre que se hizo a sí mismo” (13/2/2011);

En El Tribuno (Salta):
- “Estamos frente a momentos de cambios trascendentales”, reportaje de Marina Cavalletti (21/07/13);

En El Zonda (San Juan):
- “En la piel de Sarmiento, hoy y siempre”, Supl. Cultura (9/9/2011);

En Tiempo Argentino:
- “¿De qué revolución estamos hablando?” (15/7/2010);
- “San Martín, el político de la independencia” (15/8/2010);

En Perfil:
- “"Logró que varias generaciones se acercaran de modo desacartonado a la Historia", sobre Félix Luna (23/4/2014);
- “Sarmiento, el estadista” (19/2/2011);
- “El déficit de la cultura peronista”, Ideas, (14/9/2008);
- “Hacedores de industrias”, Supl. Domingo (11/5/2008);

En La Capital (Mar del Plata):
- “Más de doscientos años de historia contados a través de volantes políticos”, report. De Paola Galano (26/6/2007);

En La Prensa:
- “El sanjuanino batallador”, Supl. Cultura (17/7/2011);
- “Los pioneros de la industria argentina”, reportaje con M. S. Azzi (4/5/2008);
- “Curiosidades y secretos de los presidentes argentinos” (9-10-2000);

En La Mañana de Córdoba:
- “No arrojar en la vida pública. Para leer en la calle”, report. de Martín Toledo, Supl. Cultural (15/9/2007);

En Página /12:
- “Preferí que la gente sacara conclusiones por sí misma”, report. de Ángel Berlanga (4/6/2007);

Artículos publicados en revista Maestra (Santa Fe):
- “Mayo… ¿De qué revolución hablamos?” (N.º 37, julio de 2010);
- “Sarmiento, a doscientos años de su nacimiento ”(N.º 39, 2011);
- “Juana Paula Manso” (n.º 40, 2011);
- “Rosario Vera Peñaloza, la ‘Maestra de la Patria’” (N.º 41, 2011);
- “La enseña que Belgrano nos legó” (n.º 42, 2012);
- “Manuel Genaro de Villota. La voz del Antiguo Régimen” (n.º 43, 2012);
- “Día de la Tradición” (N.º 44, 2012);
- “Asamblea del Año XIII” (N.º 47, 2013).

Artículos publicados en revista Todo es Historia:
- “Los imperios del desierto. 1835-1885. Calfucurá y Sayhueque, dos caciques araucanos.” (Suplemento educativo, N.º 562, mayo de 2014);
- “La formación de un estadista” (número especial dedicado a D. F. Sarmiento, N.º 523, febrero de 2011, en papel y CD).

Artículos publicados en revista Abogados (del Colegio Público de Abogados de la Capital Federal:
- “Don Bernardino Rivadavia, el monarca republicano” (N.º 88, enero de 2006)

Artículos publicados en Diario del Bicentenario, de la presidencia de la Nación:
- “La interna liberal porteña. Federales, nacionalistas y autonomistas”;
- “El programa del presidente”;
- “Murió el Maestro de América”;

### Reportajes
- Ángel Berlanga en Página/12: “Preferí que la gente sacara conclusiones por sí misma” (Supl. Cultura y Espectáculos, 04/06/07).
- Revista Nueva: “La patria misma” (26/06/2011).
- Revista El Federal: “Las revoluciones son como terremotos”, report. de Martín Llambí (Edición Aniversario, mayo de 2010); “Estamos globalizados desde el descubrimiento de América”, report. de Cristina Noble (N.º 236, 13/11/2008); “Los pioneros de la industria eran amigos del campo” con M. S .Azzi, report. de Cristina Noble (Nª 212, 29/05/08).
- Revista Caras y Caretas, “Los hombres bicentenarios” (N.º 2245, abril de 2010).
- Revista Quid n.º 27. “Libertad, el grito sagrado. Bicentenario 1810-2010”, reportaje a siete historiadores (Daniel Balmaceda, Ema Cibotti, R. de Titto, N. Goldman, Felipe Pigna, M. Sáenz Quesada, Roberto Elissalde).
- Pepe Eliashev en el programa “Esto que pasa” en www.pepeeliaschev.com/.../entrevista-a-ricardo-de-titto-parte-1-14485
- Notas con Atilio Bleta en el programa “Soltando pájaros” en Radio Palermo: “Las independencias en el Plata” (9/7/2011); “Calfucurá y Sayhueque. Cincuenta años de estados aborígenes” (2/2011) en http://www.4shared.com/mp3/_OKYfs7U/130209_CalfucuraySayhuequexRDe.html (enlace roto disponible en Internet Archive; véase el historial, la primera versión y la última).; “José Hernández” (27/11/2010); “La guerra de Malvinas” (7/4/2010) en www.blogupp.com/directory/blog/www.historiaescrita.wordpress.../66
- Damian Toschi en el programa “Con todas las letras”, sobre el “Día Internacional de la Mujer” damiantoschi.blogspot.com/2013/.../ricardo-de-titto-no-es-un-dia-de.htm.
- El 29 de julio de 2013, Radio Universidad Nacional de La Plata, con motivo de los treinta años de la democracia, incluyó en su "Archivo de la Palabra" una grabación titulada “Develar la Argentina", adaptación del prólogo a La joya más preciada;